# 蒙斯特鎮區 (北達科他州埃迪縣)
蒙斯特鎮區（英語：Munster Township）是位於美國北達科他州埃迪縣的一個鎮區。

## 地方資料
蒙斯特鎮區的面積為93.43平方千米，當中陸地面積為93.00平方千米，而水域面積為0.43平方千米。根據2020年美國人口普查的數據，當地共有人口50人，而人口密度為每平方千米0.54人。